# Anne Hathaway
Anne Jacqueline Hathaway (sinh ngày 12 tháng 11 năm 1982) là một nữ diễn viên người Mỹ. Sau khi đảm nhận một vài vai diễn nhỏ trên sân khấu, cô bắt đầu xuất hiện trên loạt phim truyền hình vào năm 1999 - Get Real. Ngay từ bộ phim điện ảnh đầu tiên - The Princess Diaries (2001), Anne Hathaway đã gây ấn tượng mạnh với giới trẻ bởi vẻ đẹp vượt thời gian khi vào vai cô học sinh luộm thuộm Mia Thermopolis và ba năm sau cô tiếp tục đóng phần tiếp theo của bộ phim - The Princess Diaries 2: Royal Engagement. Kể từ đó, Hathaway đã đóng vai chính trong nhiều bộ phim gia đình, trong đó ấn tượng nhất phải kể đến là Havoc và Brokeback Mountain vào năm 2005. Bên cạnh đó, cô cũng tham gia vai diễn chính trong The Devil Wears Prada (2006) cùng nữ diễn viên tài năng và được kính trọng nhất của nước Mỹ - Meryl Streep và Becoming Jane (2007) trong vai Jane Austen.
Với những biến chuyển tâm lý phức tạp, cảm xúc đa chiều của người phụ nữ trẻ Kym Buchman nghiện ma túy và thuốc lá trong Rachel Getting Married - vai diễn đã mang lại cho cô đề cử giải Oscar đầu tiên trong sự nghiệp ở hạng mục Nữ diễn viên chính xuất sắc nhất vào năm 2008. Đến năm 2010, cô đóng vai chính trong các bộ phim có doanh thu phòng vé rất cao như Valentine's Day, siêu phẩm đứng vị trí thứ 17 (trên một tỷ đô la Mỹ) trong các bộ phim có doanh thu cao nhất mọi thời đại - Alice in Wonderland, Love and Other Drugs và đồng thời cô đã giành được một giải Emmy ở hạng mục màn lồng tiếng xuất sắc nhất trong phim The Simpsons. Năm 2011, cô tiếp tục lồng tiếng cho bộ phim hoạt hình Rio và đóng vai chính trong bộ phim của nữ đạo diễn Lone Scherfig - One Day.
Vào năm 2012, sự nghiệp của cô tiếp tục thăng hoa khi đảm nhận vai diễn miêu nữ Selina Kyle trong The Dark Knight Rises của đạo diễn Christopher Nolan - bộ phim thứ hai của Anne Hathaway đạt doanh thu trên một tỷ đô, tiếp tục lọt vào danh sách các bộ phim có doanh thu cao nhất mọi thời đại ở vị trí thứ 11. Qua tác phẩm điện ảnh kinh điển Les Misérables của đạo diễn Tom Hooper, cô vào vai Fantine, một phụ nữ hành nghề gái điếm để kiếm tiền nuôi con cuối cùng chết do căn bệnh lao vì quá nghèo được giới phê bình và công chúng đánh giá rất cao đã mang về cho cô hàng loạt những giải thưởng điện ảnh danh giá, trong đó có giải Oscar ở hạng mục Nữ diễn viên phụ xuất sắc nhất, giải Quả cầu vàng, giải Nghiệp đoàn diễn viên màn ảnh và giải BAFTA.
Tính đến cuối tháng 9 năm 2013, tổng cộng 23 bộ phim của Anne Hathaway đã thu về hơn 5 tỷ đô la Mỹ, giúp cô lọt vào danh sách Top 100 diễn viên đem về doanh thu cao nhất mọi thời đại. Cùng với hàng loạt những vai diễn liên tiếp đạt được thành công, Anne Hathaway đã trở thành một trong những minh tinh hàng đầu Hollywood hiện nay. Tạp chí People đã đưa tên cô vào hàng ngũ những ngôi sao đột phá của năm 2001.

## Tiểu sử
Anne Jacqueline Hathaway chào đời vào ngày 12 tháng 11 năm 1982 tại Brooklyn, New York. Cô sinh trưởng trong một gia đình có cha - ông Gerald Thomas Hathaway, là một luật sư và mẹ - bà Kathleen Ann "Kate" (nhũ danh McCauley), là một nữ diễn viên và cũng là người đã truyền cảm hứng cho Hathaway tiếp bước theo con đường nghiệp diễn của bà. Trước đây, bà Kate đã từng đóng vai Phăng-tin trong chuyến lưu diễn vở nhạc kịch Les Misérables ("Những người khốn khổ") vòng quanh nước Mỹ lần đầu tiên. Tròn sáu tuổi, gia đình cô chuyển đến Millburn, New Jersey và đây cũng là nơi cô đã lớn lên. Hathaway có một người anh trai - Michael và một người em trai - Thomas, tổ tiên của cô là người Ai-len và Pháp nhưng cô lại mang trong mình dòng máu Đức và thổ dân Mỹ. Tên của cô được đặt theo tên vợ của nhà soạn kịch nổi tiếng thế giới - William Shakespeare.
Thuở thiếu thời, Hathaway là người theo đạo Công giáo La Mã, cô coi việc đó có "giá trị thực sự mạnh mẽ" và cô cũng đã từng bày tỏ ý định muốn trở thành một nữ tu. Nhưng đến năm 15 tuổi, cô quyết định từ bỏ ý nghĩ đó sau khi biết rằng anh trai của cô - Michael là một người đồng tính. Cô nói rằng "Tôi nhận ra anh trai mình là người đồng tính, và tôi không thể ủng hộ một tôn giáo đã không ủng hộ anh tôi. Bây giờ tôi gọi mình là người Cơ Đốc giáo phi giáo phái, bởi vì tôi chưa tìm thấy được tôn giáo dành cho mình". Trong năm 2009, Hathaway nói rằng niềm tin tôn giáo của cô là "một việc đang tiến triển".
Anne Hathaway được theo học tại trường mẫu giáo Brooklyn Heights Montessori và trường tiểu học Wyoming Elementary School lúc còn cư trú tại Millburn. Sau đó, Hathaway tốt nghiệp trung học Milliburn High School - ngôi trường cô đã diễn rất nhiều vai trong những vở kịch của trường, điển hình là vai diễn Winnifred trong vở nhạc kịch Once Upon a Mattress đã đem về cho cô đề cử giải Ngôi sao triển vọng của nhà hát Paper Mill dành cho màn trình diễn xuất sắc nhất đối với một nữ diễn viên trung học. Với phương pháp dạy học theo kiểu Montessori khuyến khích trẻ em phát triển tư duy và năng khiếu của chúng một cách tự do nên đã gieo vào lòng cô bé Anne một niềm tin mãnh liệt về năng khiếu của mình khi trong suốt khoảng thời gian học trung học, cô luôn là một ngôi sao sáng của trường với những vai diễn khó trong những vở kịch hay như Jane Eyre và Gigi tại nhà hát Paper Mill của New Jersey. Cô cũng dành nhiều thời gian tập trung cho việc theo học chuyên ngành văn học Anh và nghiên cứu những cô gái trẻ vị thành niên tại trường đại học Vassar ở Poughkeepsie, New York trước khi chuyển sang việc nghiên cứu giới của trường Gallatin - một trường đại học đa ngành nhỏ trong trường Đại học New York, đề cập đến việc học lên đại học là một trong những quyết định đúng đắn và sáng suốt nhất của Hathaway, bởi vì cô rất thích được học với những người đang cố gắng để "trưởng thành". Bên cạnh đó, cô cũng theo học tại Viện hàn lâm nghệ thuật Sân khấu Hoa Kỳ. Hathaway là nhân vật nhỏ tuổi nhất được nhận vào khóa học diễn xuất danh tiếng Barrow Group ở New York.
Sở hữu chất giọng soprano, Hathaway có cơ hội biểu diễn danh dự trong hai năm 1998 và 1999 với tất cả trường trung học phổ thông phía đông nước Mỹ tại Carnegie Hall và đồng thời cô cũng đã trình diễn trong các vở kịch ở trường dự bị Seton Hall tại West Orange, New Jersey. Ba ngày sau màn trình diễn năm 1999 ở Carnegie Hall, cô được chọn tham gia một vai trong loạt phim truyền hình Get Real trên kênh Fox ở tuổi 16 như một bước khởi đầu đến với nghiệp diễn.
Hathaway là một diễn viên sân khấu đã qua đào tạo và cô đặc biệt thích biểu diễn trên sân khấu nhạc kịch với vai diễn trong một bộ phim. Phong cách của Anne dần định hình và cô bắt đầu làm cho khán giả nghĩ đến Judy Garland và Audrey Hepburn – hai biểu tượng của tài năng và sự thanh lịch tuyệt đối trong kinh đô điện ảnh Hollywood quá khứ. Hathaway tâm sự rằng Garland là một trong những diễn viên yêu thích của cô và nữ diễn viên Meryl Streep chính là thần tượng mà cô cần học hỏi và noi gương theo.

## Sự nghiệp diễn xuất

### 2001–2004: Con đường đến với nghệ thuật thứ bảy
Vai diễn điện ảnh đầu tiên của Hathaway nằm trong bộ phim truyền hình của hãng Walt Disney cùng với nam diễn viên Christopher Gorham - The Other Side of Heaven (2001) lấy cảm hứng từ cuốn hồi ký In the Eye of the Storm của John H. Groberg. Trước khi phim được sản xuất, cô tiếp tục được chọn vào vai cô bé Mia Thermopolis trong bộ phim hài của hãng Disney dựa trên cuốn tiểu thuyết năm 2000 cùng tên của nhà văn Meg Cabot do Garry Marshall làm đạo diễn bên cạnh nữ diễn viên từng đoạt giải Oscar là Julie Andrews. Anne Hathaway đã phải vượt qua 500 cô gái khác để được nhận vai diễn này, cô gây chú ý bởi vóc dáng như người mẫu, đôi mắt to tròn và chiếc miệng rộng "kiểu" Julia Roberts. Bộ phim cực kỳ thành công về mặt thương mại với tổng doanh thu hơn 165 triệu USD trên toàn thế giới. Bên cạnh đó cô cũng nhận được rất nhiều lời khen và đánh giá tích cực của các nhà phê bình về vai trò chủ chốt mang lại thành công cho bộ phim. Một nhà phê bình của BBC nhận xét: "Hathaway tỏa sáng trong vai diễn, cô vừa là tiêu điểm vừa là chất xúc tác giúp các diễn viên khác diễn xuất tuyệt vời." Ra mắt vào năm 2001, The Other Side of Heaven được đạo diễn bởi Mitch Davis lại nhận nhiều đánh giá chủ yếu là tiêu cực, tuy nhiên bộ phim cũng thực hiện tốt vai trò làm nổi bật chủ đề tôn giáo.
Vào tháng 2 năm 2002, Hathaway đóng vai chính trong buổi hòa nhạc tại City Center Encores! của Carnivall! và đây cũng là lần xuất hiện trước công chúng đầu tiên của cô tại thành phố New York, vai diễn Lili của Anne yêu cầu khả năng nhập vai lẫn ca hát, và cũng chính vai diễn này đã làm cho sự nghiệp của cô ngày một đi lên sau khi nhận được nhiều đánh giá tích cực từ phía nhà phê bình. Cùng năm đó, Hathaway bắt đầu lồng tiếng cho cuốn sách nói của The Princess Diaries và từ đó cô đã lồng tiếng cho ba cuốn sách đầu tiên của loạt truyện. Cô cũng lồng tiếng cho nhân vật Haru trong phiên bản tiếng Anh của Hiroyuki Morita - Sự trả ơn của bầy mèo.
Trong ba năm tiếp theo, Hathaway tiếp tục xuất hiện trong những bộ phim gia đình và sau đó cô bắt đầu nổi tiếng trên phương tiện truyền thông khi được biết đến với vai trò như hình mẫu cho trẻ em. Năm 2002, cô xuất hiện trong bộ phim hài Nicholas Nickleby của đạo diễn Douglas McGrath cùng với hai nam diễn viên người Anh Charlie Hunnam và Jamie Bell. Bộ phim được gọi là "hài không thể tin được" và tờ Deseret News đã nói rằng diễn viên của phim "toàn là những người của giải Oscar". Mặc dù nhận được nhiều đánh giá tích cực, tuy nhiên bộ phim không được công chiếu rộng rãi và không thành công tại các phòng vé ở thị trường Bắc Mỹ, doanh thu tổng cộng ít hơn 4 triệu USD. Vai chính tiếp theo của Hathaway là cô bé Ella trong bộ phim Ella Enchanted (2004) dựa trên cuốn tiểu thuyết nổi tiếng cùng tên năm 1997 của nhà văn Gail Carson Levine, tuy nhiên bộ phim lại nhận được nhiều lời bình luận khác nhau, tờ Chicago Tribune gọi phim là "viên kẹo sáng chói và ngon nhưng có mùi vị kì lạ", tờ New York Times lại cảm thấy bộ phim "nhạt nhẽo và mờ nhạt". Tuy vậy, tờ Dallas Morning News nghĩ rằng đó là một bộ phim "cổ điển được dựng lên một cách rất sắc sảo và hiện đại". Trong phim có một bản nhạc Hathaway song ca cùng với nam ca sĩ Jesse McCartney.
Trong năm 2003, Hathaway phải bỏ một vai diễn trong bộ phim The Phantom of the Opera (2004) được đề cử ba giải Oscar của đạo diễn Joel Schumacher vì tiến độ sản xuất của phim trùng với The Princess Diaries 2: Royal Engagement mà cô đã ký hợp đồng bắt buộc phải thực hiện. Disney bắt đầu sản xuất The Princess Diaries 2 vào đầu năm 2004 và được phát hành trong tháng 8 cùng năm. Bộ phim nhận nhiều đánh giá tiêu cực, nhưng lại thu về hơn 95 triệu USD so với kinh phí 40 triệu USD.

### 2005–2007: Bước tiến triển trong sự nghiệp

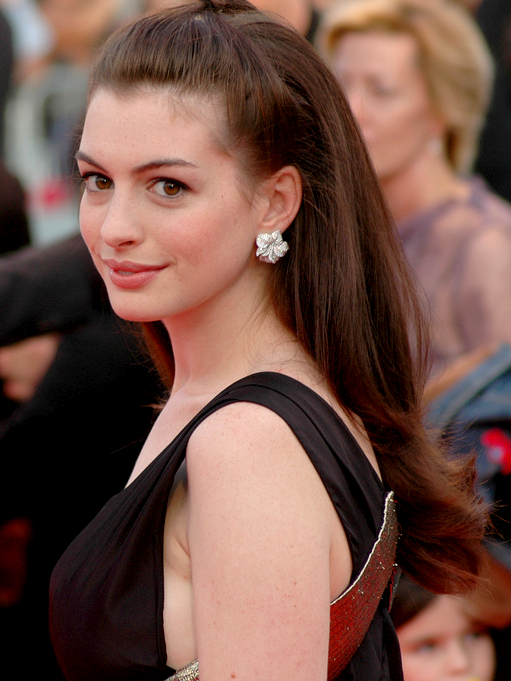
Anne Hathaway tại Liên hoan phim Deauville vào năm 2007.

Sau The Princess Diaries 2, Hathaway ít xuất hiện ở những bộ phim hài. Cô nói: "Những diễn viên diễn cho trẻ con xem thì cần phải có hình tượng tốt và phải từ bỏ nhiều thứ", mặc dù cô cho rằng: "Thật đáng yêu biết bao khi nghĩ rằng những khán giả đã lớn lên và trưởng thành cùng với tôi". Vào năm 2005, cô lồng tiếng cho nhân vật Red Puckett trong bộ phim hài hoạt hình Hoodwinked! dựa trên câu chuyện dân gian về cô bé quàng khăn đỏ, bộ phim nhận được những đáng giá trái chiều từ các nhà phê bình tuy nhiên lại đạt được thành công rất lớn về mặt thương mại với tổng doanh thu hơn 110 triệu USD, gấp 14 lần kinh phí sản xuất. Cùng năm đó, Hathaway đóng vai chính trong bộ phim điện ảnh Havoc của đạo diễn Barbara Kopple, bộ phim này được xếp vào hàng R-Rated (nghĩa là cha mẹ nên cân nhắc trước khi cho trẻ em dưới 18 tuổi xem phim). Trong Havoc đòi hỏi cô công chúa xinh đẹp trong sáng hóa thân thành một cô gái hư hỏng, phải diễn cảnh khoả thân khoe trọn vẹn vòng một trên màn ảnh và đóng những cảnh quan hệ trong suốt phim. Sự thay đổi hình ảnh quá chóng vánh của Hathaway từng nhận khá nhiều lời chỉ trích, tranh cãi bởi hình ảnh công chúa của cô quá đẹp và lý tưởng với giới thanh thiếu niên, tuy nhiên Anne Hathaway phản đối việc hành động này của cô không phải là một nỗ lực để được nhìn nhận như một nữ diễn viên bước vào con đường "cởi áo thành sao", với lý do niềm tin về tôn giáo của cô lại chọn đóng cảnh khoả thân trong phim nhất định chỉ là một phần trong sự lựa chọn về nghệ thuật, và cũng vì niềm tin rằng cô không khỏa thân chỉ để nhận những lời phản đối về mặt đạo đức. Cũng từ đây, cô bắt đầu được nhiều đạo diễn danh tiếng chú ý.
Sau Havoc, Hathaway nhận được một vai diễn cùng với hai nam diễn viên Heath Ledger và Jake Gyllenhaal trong bộ phim về đề tài đồng tính Brokeback Mountain (2005) của đạo diễn Lý An. Trong khi Havoc không được phát hành rộng rãi tại Mỹ do những tranh cãi của các nhà phê bình về tác động của bộ phim, Brokeback Mountain lại nhận được rất nhiều đánh giá tích cực và được đề cử đến tám giải Oscar. Anne Hathaway đã nhiều lần nhấn mạnh tính nhân văn của bộ phim cao hơn và nhiều hơn số lượng giải thưởng mà phim đã nhận được. Bộ phim này cũng tác động mạnh mẽ đến con người diễn viên trong Anne khiến cô nhận thức được nhiều hơn về từng thể loại câu chuyện cô muốn nói đến với tư cách một nữ diễn viên.
Trong năm 2006, Hathaway tiếp tục ghi dấu ấn với vai nữ trợ lý của một biên tập viên tạp chí thời trang mạnh mẽ qua diễn xuất của nữ diễn viên tài giỏi nhất nước Mỹ - Meryl Streep trong bộ phim nổi tiếng về giới thời trang The Devil Wears Prada của đạo diễn David Frankel. Qua quá trình làm việc cùng với đoàn làm phim, Hathaway tâm sự rằng cô nghĩ Meryl Streep là "người của Chúa" đồng thời The Devil Wears Prada đã giúp cô có một cái nhìn tôn trọng trong giới thời trang và cải thiện về gu thời trang quá tệ của mình, trước đó cô cho rằng phong cách riêng của mình "vẫn chẳng đi đến đâu". Trong buổi trò chuyện ngắn với tờ Us Weekly, Hathaway nói rằng khi quay phim, cô và nữ diễn viên Emily Blunt bắt buộc phải giảm cân khá nhiều: "Suốt ngày tôi chỉ ăn trái cây, rau quả và cá đến mức tôi không thể chịu nổi nữa. Emily Blunt và tôi đã ôm nhau khóc vì chúng tôi quá đói".
Hathaway được chọn vào vai trong bộ phim hài năm 2007 Knocked Up nhưng cuối cùng cô lại rút lui trước khi bộ phim bắt đầu quay. Nhà soạn kịch bản - đạo diễn Judd Apatow đã nói với tạp chí New York Times vào tháng 5 năm 2007 lý do tại sao cô từ bỏ dự án: "Anne Hathaway không đồng ý về việc chúng tôi dùng hình ảnh thực của một người phụ nữ sinh con để tạo ảo giác rằng cô ấy đang sinh". Sau đó, nữ diễn viên Katherine Heigl vào thế vai của Hathaway. Tháng 8 năm 2007, khi có một cuộc trò chuyện với tạp chí Marie Claire, Hathaway bày tỏ: "Tôi đã khiến cho bộ phim thất bại vì bộ phim này có quá nhiều thứ giả tạo, không phải tôi giả tạo, nhưng là người khác. Tôi không tin rằng đó là điều cần thiết để làm nên một bộ phim thành công". Bên cạnh đó, cô cũng tham gia vào bộ phim truyền hình năm 2007 - Becoming Jane, trong phim cô đóng vai nhà văn người Anh Jane Austen.. Đạo diễn Tim Burton đã cân nhắc đến việc Hathaway sẽ đảm nhận vai nhân vật Johanna Barker trong bộ phim được đề cử ba giải Oscar vào năm 2007 của ông - Sweeney Todd: The Demon Barber of Fleet Street, tuy nhiên cuối cùng vai diễn thuộc về Jayne Wisener - một nữ diễn viên ít tiếng tăm lúc ấy vì Burton quyết định muốn một diễn viên vô danh, trẻ trung hơn vào vai này.

### 2008–2010: Tiếp tục bước đột phá thành công

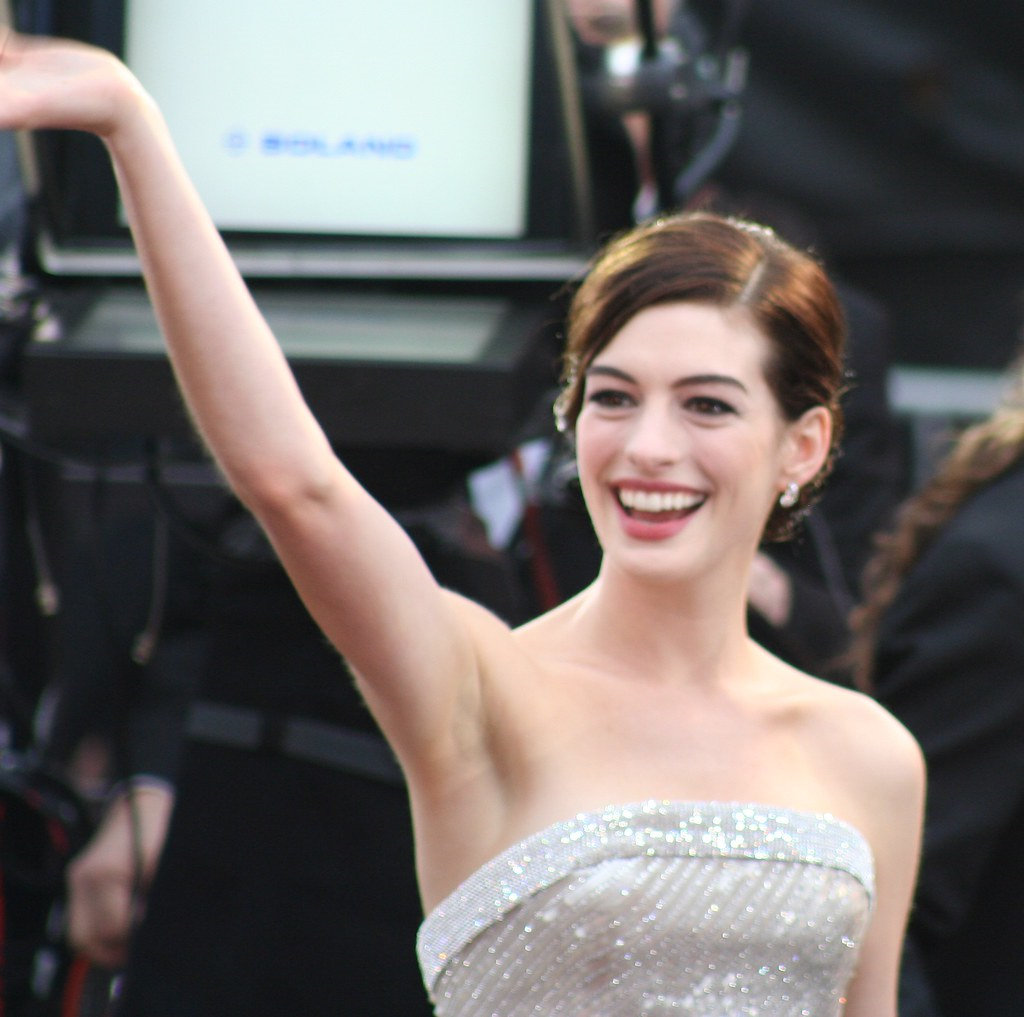
Anne Hathaway trên thảm đỏ tại lễ trao giải Oscar lần thứ 81.

Trong tháng 1 năm 2008, Hathaway được chọn làm gương mặt đại diện cho dòng sản phẩm nước hoa Magnifique của Lancôme, đến tháng 10, cô làm chủ trì đêm hài kịch Saturday Night Live do NBC tổ chức. Bộ phim hành động hài đầu tiên Hathaway tham gia trong năm mang tên Get Smart được Peter Segal làm đạo diễn, trong đó cô đóng cặp với Steve Carell và nam diễn viên từng đoạt giải Oscar Alan Arkin. Bộ phim mang lại thành công thương mại rất lớn tại các phòng vé, thu về hơn 230 triệu USD. Cô cũng xuất hiện với vai trò khách mời trong bộ phim trực tiếp dưới dạng video - Get Smart's Bruce and Lloyd: Out of Control. Cũng trong năm 2008, cô ra mắt bộ phim Passengers với sự tham gia của nam diễn viên điển trai Patrick Wilson và Rachel Getting Married cùng với nữ diễn viên từng được đề cử giải Oscar đến ba lần - Debra Winger. Rachel Getting Married được công chiếu tại liên hoan phim Venezia và Liên hoan phim Toronto, đây cũng chính là bộ phim đánh dấu bước đột phá lớn nhất trong sự nghiệp diễn xuất của Anne Hathaway khi mang lại cho cô đề cử giải Oscar đầu tiên trong sự nghiệp ở hạng mục "Nữ diễn viên chính xuất sắc nhất" cùng với giải Quả Cầu Vàng. Tuy nhiên, may mắn vẫn chưa mỉm cười với Hathaway bởi năm đó, người càn quét các giải thưởng là bông hồng nước Anh Kate Winslet với bộ phim The Reader. Trong phim, Hathaway vào vai người phụ nữ trẻ nghiện ma túy và thuốc lá rất nặng - Kym, trở về nhà từ trại cai nghiện để tụ họp cùng gia đình sau gần 10 năm xa cách nhân lễ cưới của người chị Rachel, đồng thời cô cũng mang theo về những cảm xúc của cá nhân và gia đình đã tồn tại từ lâu. Hathaway cho biết, bộ phim lôi cuốn cô vì nó phản ánh chân thực các mối quan hệ trong thực tế và cô cảm thấy có sự kết nối cảm xúc mạnh mẽ với nhân vật của mình.
Hathaway xuất hiện trong bộ phim hài Bride Wars được công chiếu vào năm 2009, trong đó cô được miêu tả là "xa hoa kinh tởm - vì vậy nên hoành tráng". Ngoài việc lồng tiếng cho một tập phim của bộ hoạt hình The Simpsons giúp cô giành được một giải Emmy ở hạng mục màn lồng tiếng xuất sắc nhất trong phim và Family Guy trong năm 2010, Hathaway cũng đảm nhiệm vai Viola trong vở kịch Twelfth Night tại nhà hát Delacorte trong công viên trung tâm thành phố New York, cùng với Audra McDonald vai Olivia, Raul Esparza vai Duke Orsino và Julie White vai Maria. Cùng năm đó, Hathaway được mời tham gia vào Viện Hàn lâm Khoa học và Nghệ thuật Điện ảnh.
Trong năm 2010, Hathaway được mời đóng vai Nữ hoàng trắng trong Alice in Wonderland - một trong những bộ phim có doanh thu cao nhất mọi thời đại của đạo diễn Tim Burton dựa trên cuốn tiểu thuyết cùng tên cùng với hai diễn viên nổi tiếng từng được đề cử giải Oscar là Helena Bonham Carter và Johnny Depp. Hathaway giải thích về vai diễn Nữ hoàng trắng của cô như "một punk-rock ăn chay vì chủ nghĩa hòa bình. Dễ thương nhưng cũng tâm lý. Cô ấy luôn nhìn nhận mọi thứ một cách công bằng nhất", bộ phim lấy nguồn cảm hứng qua các tác phẩm nghệ thuật của Dan Flavin.
Một số dự án khác của cô bao gồm việc tham gia vào bộ phim hài lãng mạn The Fiancé dựa trên cuốn tiểu thuyết The Opposite of Love của nhà văn Julie Buxbaum. Garry Marshall đạo diễn bộ phim hài quy tụ dàn diễn viên và ngôi sao nổi tiếng - Valentine's Day và bộ phim phỏng theo câu chuyện về cuộc đời của nhà văn Gerald Clarke - Get Happy: The Life of Judy Garland, trong đó cô đóng vai chính trên sân khấu và màn ảnh.

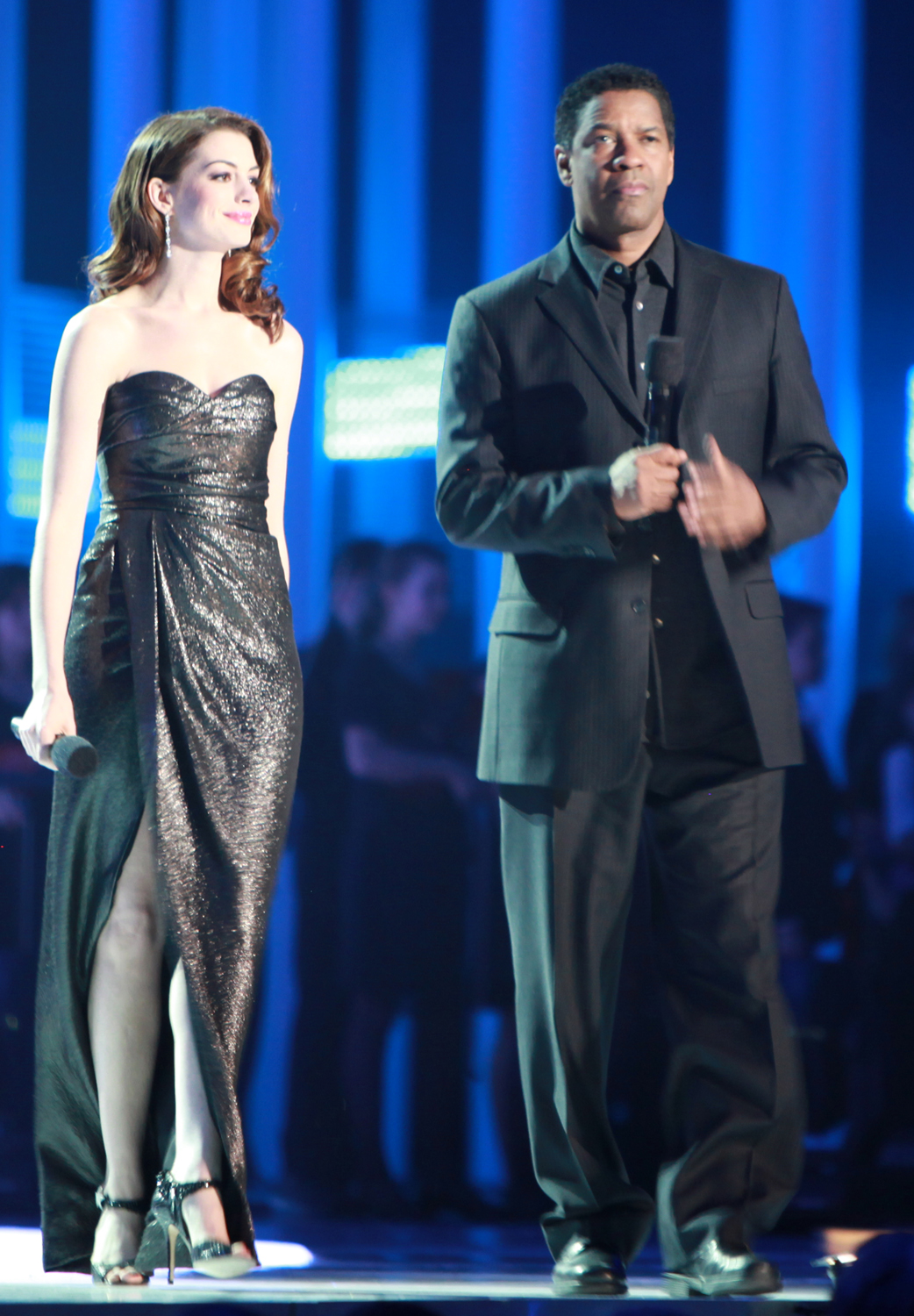
Anne Hathaway cùng với Denzel Washington tại lễ trao giải Nobel Hòa bình vào cuối năm 2010

Ngày 8 tháng 12 năm 2009, trên các trang báo cho biết rằng Hathaway sẽ đảm nhận vai diễn Felicia Hardy nằm trong bộ phim Spider-Man 4 của đạo diễn Sam Raimi. Tuy nhiên, Hardy sẽ không chuyển đổi thành miêu nữ đen như trong truyện tranh mà thay vào đó, nhân vật này được dự đoán sẽ trở thành một siêu anh hùng mới được gọi là Vulturess. Vào ngày 5 tháng 1 năm 2010, một nguồn thông tin chính xác cho biết rằng Spider-Man 4 được sửa chữa kịch bản lại và Hathaway sẽ không xuất hiện trong bộ phim này. Đến ngày 29 tháng 11 trong cùng năm, Hathaway và James Franco là hai diễn viên dẫn chương trình lễ trao giải Oscar lần thứ 83. Bên cạnh đó, Anne Hathaway cùng với nam diễn viên từng giành hai giải Oscar - Denzel Washington đã dẫn chương trình giải Nobel Hòa bình diễn ra ở Oslo, Na Uy vào ngày 11 tháng 12 năm 2010. Cô còn được mệnh danh là một trong những ngôi sao gợi cảm nhất năm 2010 của thời báo Entertainment Weekly.

### 2011-hiện nay

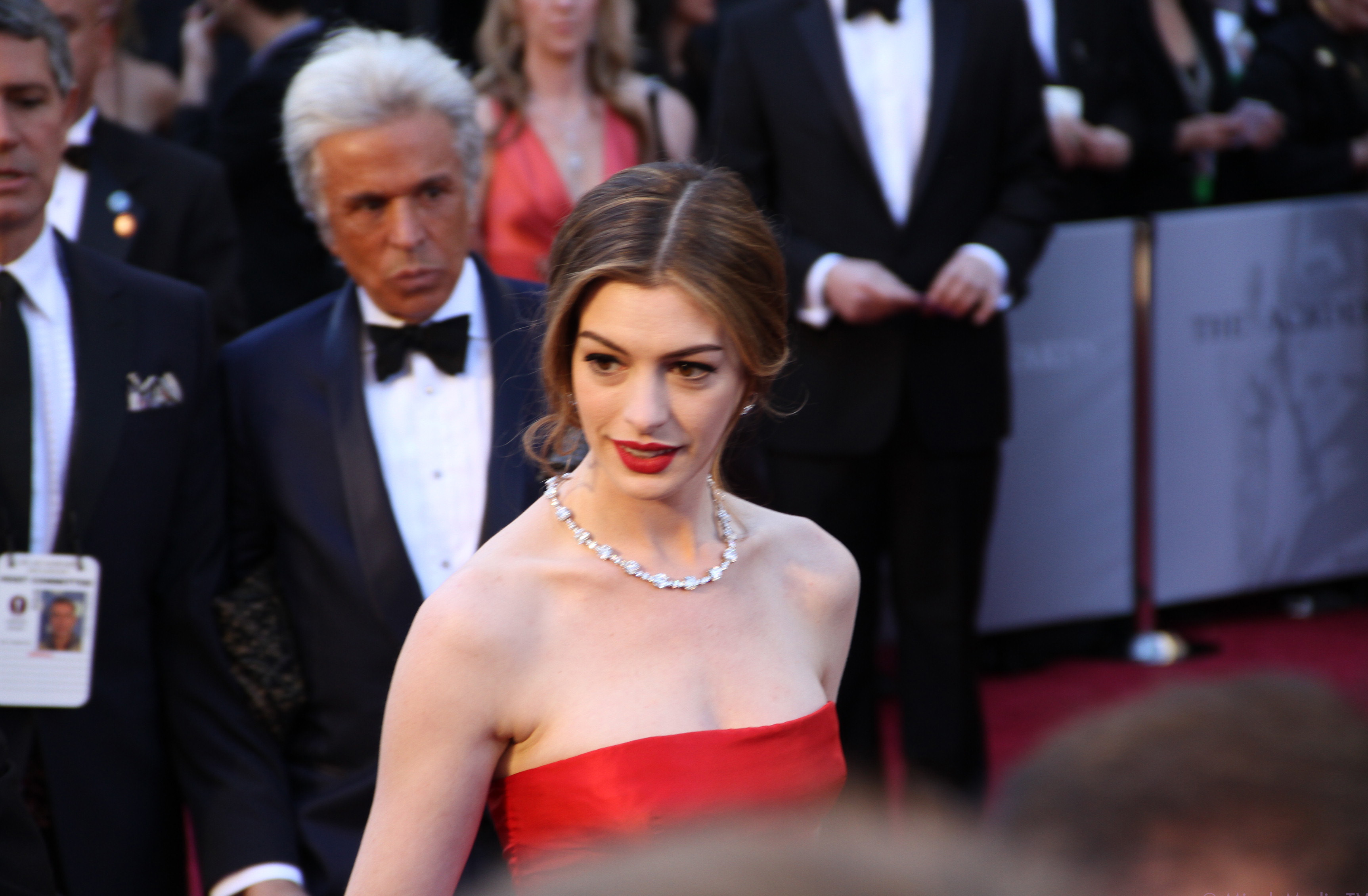
Anne Hathaway tại buổi lễ trao giải Oscar lần thứ 83

Trong năm 2011, Hathaway lồng tiếng cho nhân vật Jewel - một con vẹt xanh họ cyanopsitta spixii có nguồn gốc từ sông tháng Giêng nằm trong bộ phim hoạt hình phiêu lưu - hài kịch Rio được sản xuất bởi hãng 20th Century Fox và Blue Sky Studios. Bộ phim nhận được nhiều đánh giá tích cực từ phía các nhà phê bình phim, họ đánh giá cao kỹ thuật xử lý hình ảnh, âm thanh lồng tiếng và nhạc nền. Đồng thời phim còn gặt hát được thành công thương mại rất lớn, tại Hoa Kỳ Rio đã thu về 143 triệu USD và tổng cộng 484 triệu USD trên toàn thế giới.
Trong cùng năm đó, Hathaway đóng vai chính cùng với nam diễn viên điển trai Jim Sturgess xuất hiện trong bộ phim tình yêu lãng mạn One Day dựa trên cuốn tiểu thuyết năm 2009 cùng tên bán chạy nhất Vương quốc Anh của nhà văn David Nicholls do Lone Scherfig làm đạo diễn. One Day kể về hành trình kéo dài suốt 20 năm giữa hai người bạn Dexter (Jim Sturgess) và Emma (Anne Hathaway). Mọi chuyện bắt đầu vào cái đêm định mệnh năm 1988, khi hai người vừa tốt nghiệp đại học Edinburgh. Trở về căn hộ của Emma, thay vì có một cuộc "tình một đêm" và trở thành hai kẻ xa lạ sáng hôm sau, họ lại nằm trên giường và trò chuyện như hai người bạn. Vào ngày 15 tháng 7 – ngày thánh Swithin - mà theo tương truyền nếu hôm đó trời mưa thì 40 ngày tiếp theo cũng sẽ mưa. Nhưng sáng hôm sau trời lại hửng nắng và trong suốt 20 năm sau, chỉ có đúng một lần trời mưa vào ngày 15 tháng 7. Trong hai thập kỷ ấy, hàng loạt sự kiện xảy ra với Dexter và Emma trong những ngày 15/7 với biết bao thăng trầm, biến động trong cuộc sống của họ. Tác phẩm với mạch điệu chầm chậm, nhẹ nhàng như một tấm gương phản ánh cuộc sống qua lăng kính tình yêu, qua câu chuyện về hai người trẻ với bao hoài bão của tuổi 20 cho tới khi bước qua tuổi trung niên. Bản thân bộ phim nhận được nhiều đánh giá khác nhau từ các nhà phê bình nhưng cũng gặt hái được những thành công nhất định khi thu về tổng cộng 56.7 triệu USD so với ngân sách 15 triệu USD.
Đến năm 2012, Hathaway đã thu âm giọng của mình cho cuốn sách nói The Wonderful Wizard of Oz của nhà văn nổi tiếng L. Frank Baum được phát hành tại Audible.com. Sau này, màn lồng tiếng đã mang lại cho Hathaway một đề cử giải Audie ở hạng mục Màn độc diễn tường thuật nữ xuất sắc nhất vào năm 2013.
Sau đó cũng vào năm 2012, cô được chọn vào vai tên trộm Selina Kyle (tức miêu nữ) trong bộ phim The Dark Knight Rises nằm trong tập cuối cùng của loạt phim nổi tiếng về người Dơi do Christopher Nolan đạo diễn. Để trở thành nàng miêu nữ, Anne Hathaway đã phải vượt qua sáu ứng cử viên nặng ký khác, trong đó có cả nữ diễn viên xinh đẹp từng được đề cử giải Oscar Keira Knightley. Trước khi nhập vai, cô phải học võ và nỗ lực giảm cân để vừa khít với trang phục làm bằng da bó sát cơ thể. Bên cạnh đó, cô còn phải thực hiện những pha hành động trong khi vẫn mang giày cao chót vót, nhọn hoắt. Trong một cuộc phỏng vấn với thời báo USA Today, Hathaway chia sẻ: "Đóng The Devil Wears Prada thực sự là bài tập luyện tốt cho bộ phim này. Tôi phải chạy tất tả lên và xuống tại Manhattan. Bây giờ tôi chỉ cần chạy tương tự - lên và xuống – tại Gotham. Đi giày cao gót chỉ là một phần sinh hoạt của người phụ nữ. Các bạn có thể hình dung được", cô nói thêm: "Tôi cảm thấy rất may mắn. Đôi khi đó là sự may mắn đến mà bạn không ngờ tới. Khi đóng phim này, tôi tìm hiểu những gì cần phải làm, quan điểm của nhân vật sẽ thế nào. Tôi cảm thấy theo cách một người phụ nữ cảm thấy và bảo vệ cách làm việc đó". Sau khi công chiếu, The Dark Knight Rises nhận được rất nhiều phản hồi tích cực từ phía công chúng và các nhà phê bình phim, thu về hơn một tỷ đô la Mỹ trên toàn thế giới, trở thành bộ phim thứ ba có doanh thu cao nhất năm 2012 và là một trong những bộ phim có doanh thu cao nhất mọi thời đại. Việc thể hiện xuất sắc khi hóa thân thành nhân vật Selina Kyle đã giúp đem về cho Hathaway giải Sao Thổ cho nữ diễn viên phụ xuất sắc nhất.

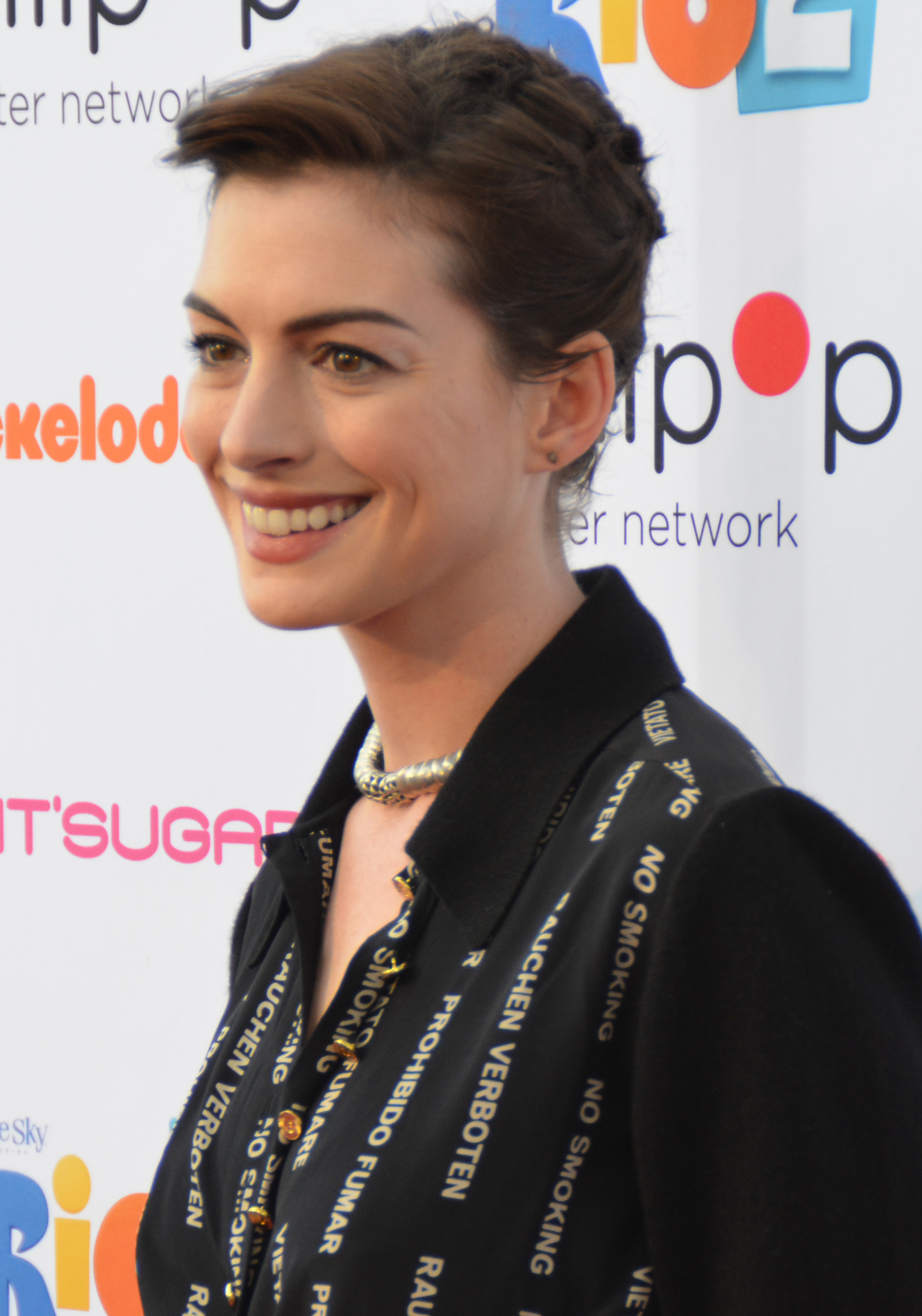
Anne Hathaway tại xưởng phim đài truyền hình Nickelodeon Studio vào tháng 4 năm 2014.

Một trong những dự án góp phần đem lại thành công lớn cho Hathaway trong năm 2012 là tám phẩm điện ảnh Les Misérables của đạo diễn Tom Hooper dựa trên vở nhạc kịch cùng tên của nhà văn Pháp Victor Hugo, trong phim cô đóng vai Phăng-tin. Les Misérables có một trường đoạn Hathaway với mái tóc ngắn, đầu tóc bẩn thỉu ngồi mếu máo hát lên ca khúc "I Dreamed a Dream". Cô đã vượt qua những diễn viên tài năng và xinh đẹp khác như Kate Winslet, Amy Adams, Marion Cotillard, Jessica Biel và Rebecca Hall để đảm nhiệm vai diễn nhân vật có số phận bi thương này. Hathaway còn phải cắt mất mái tóc dài, giảm đáng kể một phần trọng lượng của cơ thể, thường xuyên phải rửa ruột và thực hiện chế độ ăn kiêng khắc nghiệt. Cô cũng không ngại làm xấu mình và chịu đựng cực khổ để có thể nhập vai nhân vật một cách chân thực nhất. Tuy nhiên, Hathaway lại nghĩ rằng việc làm này của cô "không phải là một sự hy sinh mà đó lại là một trong những cảnh thay đổi diện mạo rõ ràng và hay nhất trong bộ phim. Tôi còn chưa phải nhổ răng, không ai yêu cầu cả, nhưng nếu có thì tôi sẽ làm". Vai diễn của cô chỉ xuất hiện vỏn vẹn trong 10 phút nhưng lại chiếm trọn tình cảm của người xem bởi khả năng nhập vai nhân vật một cách xuất sắc và thuyết phục, giọng hát của cô đã truyền cảm hứng mãnh liệt và sức sống cho nhân vật nổi tiếng của nhà văn Pháp Victor Hugo, và cũng vì thế mà vai diễn của Hathaway đã nhận được rất nhiều lời khen ngợi và đánh giá tích cực từ phía các nhà phê bình phim. Phăng-tin giúp Anne Hathaway giành chiến thắng thuyết phục hơn 30 giải thưởng lớn nhỏ khác nhau, trong đó có giải Oscar ở hạng mục Nữ diễn viên phụ xuất sắc nhất, giải Quả cầu vàng, giải Nghiệp đoàn diễn viên màn ảnh và giải BAFTA cùng hạng mục. Nhà phê bình Christopher Orr từ thời báo The Atlantic viết: "Hathaway đã trao cho vai diễn bằng tất cả những gì cô có, bắt đầu từ một nỗi buồn sâu thẳm trong tâm hồn và rồi bắt đầu nỗi đau đớn ấy dâng đến cao trào: cô thở hổn hển, nước mắt chảy ràn rụa trên khuôn mặt rồi bắt đầu ho. Nếu bạn bị thổi bay và choáng ngợp bởi khung cảnh đau thương này - càng nhiều cành tốt - thì đây chính là tác phẩm mà bạn không thể bỏ qua". Sau này, xuất hiện trên tạp chí Vogue số tháng 12, Hathaway tâm sự về khoảng thời gian khó khăn khi nhập vai người phụ nữ nghèo khổ: "Điều đó thật quá sức chịu đựng! Chế độ ăn kiêng hà khắc khiến mặt tôi nổi đầy mụn. Có những lúc tôi cảm thấy hình như mình sắp... chết tới nơi. Nhưng dẫu sao, đó mới chính là hình ảnh cần phải có về một nhân vật như Phăng-tin". Vào tháng 1 năm 2013, màn trình diễn trực tiếp trước máy quay ca khúc "I Dreamed a Dream" của Hathaway đã giành được vị trí thứ 69 trong tốp 100 ca khúc hay nhất trên bảng xếp hạng âm nhạc uy tín hàng đầu nước Mỹ - Billboard Hot 100.
Vào tháng 2 năm 2013, hãng 20th Century Fox chính thức thông báo rằng Hathaway tiếp tục lồng tiếng cho nàng vẹt xanh Jewel nằm trong bộ phim hoạt hình Rio 2 được phát hành tại Bắc Mỹ vào ngày 11 tháng 4 năm 2014. Qua bộ phim Interstellar đánh dấu sự hợp tác lần thứ hai của Anne Hathaway với đạo diễn Christopher Nolan bên cạnh nam diễn viên từng đoạt giải Oscar Matthew McConaughey. Đây là một bộ phim khoa học viễn tưởng đề cập đến lý thuyết tương đối của nhà vật lý Kip Thorne về lỗ hổng thời gian được phát hành tại Mỹ và Canada vào ngày 5 tháng 11 năm 2014. Bên cạnh đó, Hathaway sẽ tiếp tục đảm nhận vai diễn Nữ hoàng trắng trong Alice in Wonderland: Through the Looking Glass - phần tiếp theo của Alice in Wonderland. Bộ phim kể một câu chuyện hoàn toàn mới và đưa khán giả đi ngược thời gian về vùng đất Underland. Phim dự kiến công chiếu vào ngày 5 tháng 7 năm 2016 và được kỳ vọng sẽ tiếp nối thành công của phần trước.

## Cuộc sống đời tư

### Mối quan hệ

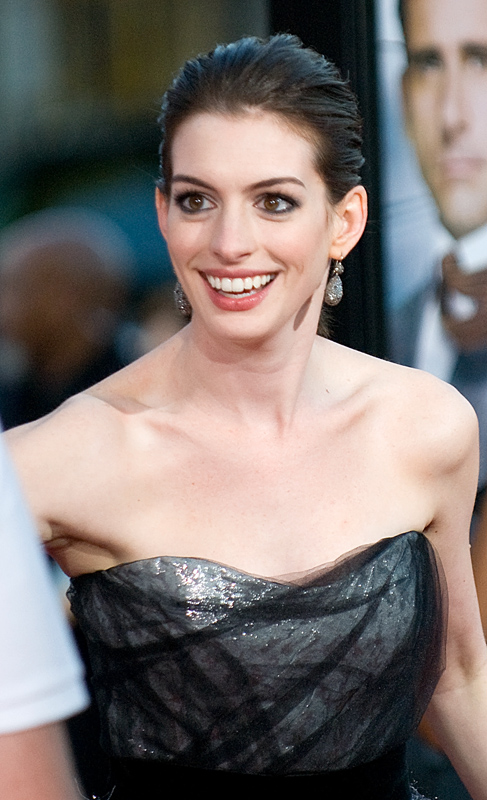
Anne Hathaway tại buổi ra mắt bộ phim Get Smart vào tháng 6 năm 2008.

Trong năm 2004, Hathaway bắt đầu một mối tình lãng mạn với chuyên viên bất động sản người Ý Raffaello Follieri, cô tham gia vào tổ chức từ thiện mang tên Follieri Foundation với tư cách là một nhà tài trợ và là thành viên của ban giám đốc cho đến năm 2007. Có trụ sở đặt tại Manhattan, được thành lập vào năm 2003, tổ chức này tập trung vào việc giúp đỡ tài chính, tiêm chủng ngừa bệnh cho trẻ em và người nghèo ở các nước thuộc thế giới thứ ba. Tuy nhiên vào năm 2008, những cuộc điều tra từ sở thuế vụ IRS cho thấy quỹ từ thiện Follieri thiếu minh bạch trước pháp luật về các vấn đề phi lợi nhuận. Với lý do lo ngại về cuộc điều tra rắc rối của cảnh sát và các vấn đề pháp lý khác, cùng với việc Follieri đã làm ảnh hưởng rất nhiều đến sự nghiệp diễn xuất của Hathaway, cô quyết định kết thúc mối quan hệ này vào giữa tháng 6 năm 2008.
Follieri bị bắt vào ngày 24 tháng 6 năm 2008 về tội lừa đảo các nhà đầu tư hàng triệu đô la vì đã dám "bán đứng" tòa thánh Vatican. Cả gia đình cựu tổng thống Mỹ Bill Clinton và ứng viên tổng thống Đảng Cộng hòa John McCain cũng bị Follieri lôi vào một số hoạt động quảng cáo không công cho anh ta. Một nguồn thông tin chính xác cho biết FBI đã tịch thu tất cả những thứ riêng tư liên quan đến Hathaway trong căn hộ của Follieri tại thành phố New York như là một phần của cuộc điều tra về những hoạt động lừa đảo của Follieri, tuy nhiên, Hathaway đã không bị tòa án buộc tội và được trắng án. Ngày 23 tháng 10 năm 2008, sau khi đã nhận tội trước đó, Follieri bị kết án bốn năm rưỡi trong tù.
Trong tháng 11 năm 2008, Hathaway bắt đầu hẹn hò với nam diễn viên Adam Shulman. Cặp đôi này đã đính hôn vào tháng 11 năm 2011 và kết hôn vào ngày 29 tháng 9 năm 2012 tại danh lam thắng cảnh Big Sur bên bờ biển bang California trong một buổi lễ liên tôn Do Thái giáo và Công giáo Rôma.

### Hoạt động nhân đạo và những sở thích khác
Hathaway tham gia rất nhiều tổ chức từ thiện, trong đó có Liên minh sáng tạo (The Creative Coalition), Tổ chức Phụ nữ đứng lên (Step Up Womens' Network), Bệnh viện nghiên cứu trẻ em ST. Jude (St. Jude Children's Research Hospital), Chiến dịch nhân quyền (The Human Rights Campaign) và Tổ chức nhà hát kẹo ngọt (Lollipop Theatre Network). Năm 2008, Hathaway lần lượt được Step Up Womens' Network và Elle vinh danh là "Người phụ nữ Hollywood cống hiến" vì những hoạt động nhân đạo của cô. Đầu năm 2007, phát biểu trong một buổi lễ ra mắt mạng lưới vì sự phát triển internet toàn cầu, Hathaway đã chia sẻ kinh nghiệm vượt qua bệnh trầm cảm của cô mà không cần dùng thuốc khi còn là thiếu niên, kinh nghiệm bỏ thuốc lá và cách làm thế nào để ăn uống bảo vệ sức khỏe cho nữ giới.
Trong năm 2008, trên chương trình trò chuyện buổi tối Late Show with David Letterman, Hathaway cho biết cô đã ngừng hút thuốc một lần nữa. Cô tâm sự mình đã nghiện thuốc lá "nặng" và bị trầm cảm trong khi đóng bộ phim Rachel Getting Married, rồi sau đó "bỏ được một thời gian" nhưng bắt đầu nghiện trở lại trong khoảng thời gian căng thẳng và mệt mỏi vì kết thúc mối quan hệ với Raffaello Follieri. Nhưng rồi Hathaway cũng quyết tâm từ bỏ được việc hút thuốc hoàn toàn và tuyên bố việc cô ấy sẽ quay trở lại để ăn chay. Sau đó, cô chính thức trở thành người ăn chay vào đầu năm 2012. Hathaway đồng thời cũng là một nhà hoạt động vì quyền lợi của cộng đồng LGBT và quyên góp tiền cho các tổ chức ủng hộ hôn nhân đồng giới.

## Danh mục phim
| Năm  | Tựa đề                                     | Vai diễn               | Ghi chú                                                 | Ref. |
| 2001 | Nhật kí công chúa                          | Mia Thermopolis        |                                                         |      |
| 2001 | The Other Side of Heaven                   | Jean Sabin             |                                                         |      |
| 2002 | The Cat Returns                            | Haru Yoshioka          | Lồng tiếng (phiên bản tiếng Anh)                        |      |
| 2002 | Nicholas Nickleby                          | Madeline Bray          |                                                         |      |
| 2004 | Ella Enchanted                             | Ella of Frell          |                                                         |      |
| 2004 | Nhật ký Công chúa: Đám cưới Hoàng gia      | Mia Thermopolis        |                                                         |      |
| 2005 | Hoodwinked!                                | Red Puckett            | Lồng tiếng                                              |      |
| 2005 | Havoc                                      | Allison Lang           | Trực tiếp dưới dạng video (Hoa Kỳ)                      |      |
| 2005 | Brokeback Mountain                         | Lureen Newsome Twist   |                                                         |      |
| 2006 | The Devil Wears Prada                      | Andrea Sachs           |                                                         |      |
| 2007 | Becoming Jane                              | Jane Austen            |                                                         |      |
| 2008 | Get Smart                                  | Điệp viên 99           |                                                         |      |
| 2008 | Get Smart's Bruce and Lloyd Out of Control | Điệp viên 99           | Xuất hiện ngắn                                          |      |
| 2008 | Passengers                                 | Claire Summers         |                                                         |      |
| 2008 | Rachel Getting Married                     | Kym Buchman            | Đề cử – Giải Oscar cho nữ diễn viên chính xuất sắc nhất |      |
| 2009 | Bride Wars                                 | Emma Allen             |                                                         |      |
| 2009 | It's a Trap!                               | Tóc vàng gợi cảm       |                                                         |      |
| 2010 | Ngày Valentine                             | Liz                    |                                                         |      |
| 2010 | Alice ở xứ sở thần tiên                    | Nữ hoàng trắng         |                                                         |      |
| 2010 | Love & Other Drugs                         | Maggie Murdock         |                                                         |      |
| 2011 | Rio                                        | Jewel                  | Lồng tiếng                                              |      |
| 2011 | One Day                                    | Emma Morley            |                                                         |      |
| 2012 | Hiệp sĩ bóng đêm trỗi dậy                  | Selina Kyle/Catwoman   |                                                         |      |
| 2012 | Những người khốn khổ                       | Fantine                | Giành Giải Oscar cho nữ diễn viên phụ xuất sắc nhất     |      |
| 2013 | Don Jon                                    | Diễn viên điện ảnh     | Xuất hiện ngắn                                          |      |
| 2014 | Song One                                   | Franny                 | Nhà sản xuất                                            |      |
| 2014 | Rio 2                                      | Jewel                  | Lồng tiếng                                              |      |
| 2014 | Don Peyote                                 | Dream Agent            | Xuất hiện ngắn                                          |      |
| 2014 | Hố đen tử thần                             | Amelia Brand           |                                                         |      |
| 2015 | The Intern                                 | Jules Ostin            |                                                         |      |
| 2016 | Alice ở xứ sở trong gương                  | Mirana / White Queen   |                                                         |      |
| 2016 | Cô gái và gã khổng lồ                      | Gloria                 |                                                         |      |
| 2018 | Băng cướp thế kỷ: Đẳng cấp quý cô          | Daphne Kluger          |                                                         |      |
| 2019 | Serenity                                   | Karen Zariakas         |                                                         |      |
| 2019 | Quý cô lừa đảo                             | Josephine Chesterfield |                                                         |      |
| 2019 | Dark Waters                                | Sarah Barlage Bilott   |                                                         |      |
| 2020 | The Last Thing He Wanted                   | Elena McMahon          |                                                         |      |
| 2020 | Phù thủy, phù thủy                         | Phù thủy               | Lồng tiếng                                              |      |
| 2021 | Lockdown                                   | Linda                  |                                                         |      |

| Năm  | Tựa đề                                 | Vai diễn                  | Ghi chú                                                              |
| ---- | -------------------------------------- | ------------------------- | -------------------------------------------------------------------- |
| 1999 | Get Real                               | Meghan Green              | 1999–2000 (22 tập)                                                   |
| 2007 | Elmo's Christmas Countdown             | Anne Hathaway             |                                                                      |
| 2008 | Saturday Night Live                    | Dẫn chương trình          | Mùa thứ 34, tập 4: "Anne Hathaway/The Killers"                       |
| 2009 | The Simpsons                           | Jenny                     | Mùa thứ 20, tập 17: "The Good, the Sad and the Drugly"               |
| 2010 | The Simpsons                           | Công chúa Penelope        | Mùa thứ 21, tập 10: "Once Upon a Time in Springfield"                |
| 2010 | Saturday Night Live                    | Dẫn chương trình          | Mùa thứ 36, tập 7: "Anne Hathaway/Florence and the Machine"          |
| 2010 | Family Guy                             | Mẹ Maggie / Anne Hathaway | Mùa thứ 8, tập 13: "Go Stewie Go" / Mùa 8, tập 16: "April in Quahog" |
| 2011 | Lễ trao giải Oscar lần thứ 83          | Dẫn chương trình          | Truyền hình đặc biệt                                                 |
| 2011 | Family Guy                             | Tóc vàng gợi cảm          | Mùa thứ 9, tập 21: "It's a Trap!"                                    |
| 2012 | The Simpsons                           | Jenny                     | Mùa thứ 24, tập 1: "Moonshine River"                                 |
| 2012 | Saturday Night Live                    | Dẫn chương trình          | Mùa thứ 38, tập 7: "Anne Hathaway/Rihanna"                           |
| 2019 | Morden Love                            | Lexi                      | Tập 3                                                                |
| 2021 | Solos                                  | Leah                      | Tập 1                                                                |
| 2022 | WeCrashed: The Rise and Fall of WeWork | Rebekah Neumann           |                                                                      |

| Năm  | Tựa đề        | Vai diễn | Ghi chú                                              |
| ---- | ------------- | -------- | ---------------------------------------------------- |
| 2009 | Twelfth Night | Viola    | Nhà hát Delacorte (25 tháng 6 – 12 tháng 7 năm 2009) |

## Danh sách đĩa nhạc
Bảng xếp hạng bài hát
| Tựa đề              | Năm  | Vị trí cao nhất trên bảng xếp hạng | Vị trí cao nhất trên bảng xếp hạng | Vị trí cao nhất trên bảng xếp hạng | Vị trí cao nhất trên bảng xếp hạng | Vị trí cao nhất trên bảng xếp hạng | Album                                                         |
| Tựa đề              | Năm  | Canada                             | Tây Ban Nha                        | Ireland                            | LH Anh                             | Mỹ                                 | Album                                                         |
| ------------------- | ---- | ---------------------------------- | ---------------------------------- | ---------------------------------- | ---------------------------------- | ---------------------------------- | ------------------------------------------------------------- |
| "I Dreamed a Dream" | 2012 | 77                                 | 21                                 | 26                                 | 22                                 | 69                                 | Les Misérables: Highlights from the Motion Picture Soundtrack |

Khách mời
| Bài hát                                    | Năm  | Nghệ sĩ                                                                      | Album                                                         |
| ------------------------------------------ | ---- | ---------------------------------------------------------------------------- | ------------------------------------------------------------- |
| "Don't Go Breakin' My Heart"               | 2004 | Jesse McCartney & Anne Hathaway                                              | Ella Enchanted (soundtrack)                                   |
| "You Make Me Feel Like Dancing (Phối lại)" | 2004 | Anne Hathaway                                                                | Ella Enchanted (soundtrack)                                   |
| "Somebody to Love"                         | 2004 | Anne Hathaway & Aaron Carter                                                 | Ella Enchanted (soundtrack)                                   |
| "Great Big World"                          | 2005 | Anne Hathaway                                                                | Hoodwinked (Original Motion Picture Soundtrack)               |
| "Take, O Take Those Lips Away"             | 2009 | Anne Hathaway & Illyrian Marching Band                                       | Twelfth Night                                                 |
| "Full Phathom Five"                        | 2009 | Anne Hathaway, Hem & Audra McDonald                                          | Twelfth Night                                                 |
| "Come Away Death"                          | 2009 | Anne Hathaway, David Pittu, Raúl Esparza & Illyrian Marching Band            | Twelfth Night                                                 |
| "Real in Rio"                              | 2011 | Anne Hathaway, Jesse Eisenberg, Jamie Foxx, George Lopez, will.i.am          | Rio (phim)                                                    |
| "Hot Wings (I Wanna Party)"                | 2011 | Anne Hathaway, will.i.am, Jamie Foxx                                         | Rio (phim)                                                    |
| "At the End of the Day"                    | 2012 | Hugh Jackman, Anne Hathaway, Foreman, Factory Girls & Cast                   | Les Misérables: Highlights from the Motion Picture Soundtrack |
| "I Dreamed a Dream"                        | 2012 | Anne Hathaway                                                                | Les Misérables: Highlights from the Motion Picture Soundtrack |
| "Epilogue"                                 | 2012 | Amanda Seyfried, Anne Hathaway, Colm Wilkinson, Eddie Redmayne, Hugh Jackman | Les Misérables: Highlights from the Motion Picture Soundtrack |

## Giải tBài chi tiết:Danh sách giải thưởng và đề cử của Anne Hathaway
Những bộ phim được hoan nghênh nhất và có doanh thu cao nhất của Hathaway, theo cổng thông tin trực tuyến Box Office Mojo và trang tổng hợp đánh giá Rotten Tomatoes, bao gồm Nhật ký công chúa (2001), Brokeback Mountain (2005), Yêu nữ hàng hiệu (2006), Get Smart (2008), Rachel Kết hôn (2008), Ngày lễ tình nhân (2010), Alice ở xứ sở thần tiên (2010), Tình yêu và những loại thuốc khác (2010), Kị sĩ bóng đêm trỗi dậy (2012), Những người khốn khổ (2012), Giữa các vì sao (2014), The Intern (2015), Colossal (2016) và Ocean's 8 (2018).
Anne Hathaway  đã được đề cử cho hai Giải Oscar, ba Giải Quả cầu vàng, và một Giải thưởng Điện ảnh của Viện hàn lâm Anh quốc. Cô đã giành được Giải Oscar, Quả cầu vàng, Hiệp hội Diễn viên Màn ảnh và Giải BAFTA cho Nữ diễn viên phụ xuất sắc nhất cho Les Misérables. Cô cũng đã giành được giải thưởng Primetime Emmy cho Diễn xuất lồng tiếng xuất sắc cho vai diễn lồng tiếng trong tập phim The Simpsons năm 2010.[75] Vào tháng 11 năm 2018, Hathaway là một trong 50 ứng cử viên cho Đại sảnh Danh vọng New Jersey, một tổ chức tôn vinh những đóng góp cho xã hội và thế giới bên ngoài. Vào tháng 5 năm 2019, Hathaway đã nhận được một ngôi sao điện ảnh trên Đại lộ Danh vọng Hollywood vì những đóng góp của cô cho ngành điện ảnh.